# Hold You Down (canção de DJ Khaled)
'Hold You Down' é uma canção de DJ Khaled com a participação de Chris Brown, August Alsina, Jeremih e Future de seu oitavo álbum de estúdio I Changed Alot. Hold You Down tem influência do gênero R&B.

## Faixas e formatos
| Descarga digital |                                                                                        |         |  |
| N.º              | Título                                                                                 | Duração |  |
| 1.               | "Hold You Down" ((com a participação de Chris Brown, August Alsina, Jeremih e Future)) | 4:53    |  |

1. ↑  «Hold You Down (feat. Chris Brown, August Alsina, Future & Jeremih) - Single». iTunes Store. Apple Inc